# Burlingame Dragons FC
Der Burlingame Dragons FC war ein US-amerikanisches Fußball-Franchise mit Sitz in Burlingame im Bundesstaat Kalifornien, die Mannschaft spielte über drei Saisons hinweg in der USL League Two.

## Geschichte
Das Franchise wurde im Jahr 2014 begründet und nahm erstmals in der Saison 2015 am Spielbetrieb der USL League Two innerhalb der Western Conference innerhalb der Southwest Division teil. Hier löste man die U23 der San José Earthquakes ab, welche in der Vorsaison noch den Platz eingenommen hatten. Die Mannschaft diente nun den Earthquakes als Entwicklungsteam. Gleich in der ersten Saison gelang nach der Regular Season eine Platzierung am Kopf der Tabelle und man erreichte zudem noch nach einem Sieg über Ventura County Fusion auch das Western Conference Semifinal, hier war aber nach einer 0:1-Niederlage gegen die U23 der Seattle Sounders Schluss. Direkt in der Debüt-Saison nahm man auch am US Open Cup teil, da man den Startplatz vom Vorgängerteam übernahm. Hier schied man aber bereits in der ersten Runde bei Sonoma County Sol aus.
In der Folgesaison wechselte das Franchise innerhalb der Conference in die Central Pacific Division und erreichte hier mit 23 Punkten nur den zweiten Platz. Dies reichte aber auch um sich wieder für die Playoffs zu qualifizieren und wieder erreichte man die Conference Semifinals, wo man jedoch nach einer 2:3-Niederlage gegen den FC Tucson erneut ausschied. Im Pokal reichte es nach einer 1:3-Niederlage gegen Sacramento Gold erneut nicht für ein Weiterkommen über die erste Runde hinaus.
Die Saison 2017 war dann die letzte Saison an dessen Spielbetrieb das Franchise teilnahm. Am Ende der Regular Season gelang mit 19 Punkten über den fünften Platz nicht einmal der Einzug in die Playoffs mehr. In der Pokalsaison wiederum gelang mit einem 6:5-Sieg nach Elfmeterschießen über El Farolito erstmals ein Sieg in diesem Wettbewerb. In der Zweiten Runde war dann nach einer 1:2-Niederlage gegen die San Francisco Deltas jedoch Schluss. Nach dem Ende der Saison wurden Bestrebungen seitens Mitbesitzer Nick Swinmurn sichtbar, sich für das Franchise einen Startplatz in der höher platzierten USL zu sichern. Aufgrund von zu hohen initialen Kosten zog er dieses Vorhaben aber zurück. Aufgrund des klaren Amateurstatus der Mannschaft und des niedrigen Interesses der lokalen Bevölkerung sowie von ihm verkündetem Desinteresse seitens der Stadt ein eigenes Stadion zu bauen, gab er zudem bekannt aus finanziellen Gründen das Franchise komplett aufzulösen.